# Uloborus planipedius
Espèce
Uloborus planipedius est une espèce d'araignées aranéomorphes de la famille des Uloboridae.

## Distribution
Cette espèce est endémique d'Afrique du Sud.

## Description
La femelle holotype mesure 3,5 mm.

## Systématique et taxinomie
Cette espèce a été décrite par Simon en 1897.

## Publication originale
- Simon, 1897 : « Arachnides recueillis par M. Arnold Penther dans l'Afrique australe. » Bulletin de la Société Zoologique de France, vol. 21, p. 220-223 (texte intégral).